# Statue de Rosa Parks (Washington, D.C.)
La statue Rosa Parks est une sculpture en bronze de 2013 représentant la militante afro-américaine des droits civiques du même nom, installée dans le National Statuary Hall du Capitole des États-Unis, dans le cadre de la collection de l'Architecte du Capitole.
La statue a été sculptée par Eugene Daub et co-conçue par Rob Firmin.  C'est la seule statue de la salle non liée à un État et la première statue en pied d'un Afro-Américain au Capitole. 